# Rastriya Swayamsevak Sangh
Rastriya Swayamsevak Sangh és un partit polític de l'Índia fundat per Keshav Baliram Hedgewar el 1925, que propugna la difusió de la cultura hindú per tot l'Indostan per unir a tots els indis en una societat homogènia. La bandera del partit és la sagrada Bhagwa que simbolitza el principi de les coses i recorda la gran història hindú i la seva cultura i tradició.